# Muzica (Caragiale)
Muzica (Caragiale) este o operă literară scrisă de Ion Luca Caragiale. A apărut fără semnătură la 14 februarie 1893 în numărul șase al revistei Moftul român. A fost repulicată în Opere, III, în 1932, la Addenda. Cu ocazia înființării unei clase de harfă la Conservator, Caragiale a salutat ironic inițiativa, prefăcându-se că o aprobă, cerând chiar și o clasă de tobă, alta de trianglu și alta de tipsii: Trebuie înființată clasa de toba mare, apoi cea de tipsii și în fine cea de triangul. 